# Пискатауэй (племя)
Пискатауэй (также Коной,  англ. Piscataway, англ. Conoy) — североамериканское индейское племя, говорившее на алгонкинском языке, родственное делаварам и нантикокам. До колонизации англичанами их земель, они жили между рекой Потомак и западным берегом Чесапикского залива на территории современного Мэриленда.

## Описание
Ранние отчеты предполагают, что их экономика была основана в основном на охоте на обильную дичь и птицу в этом районе с использованием луков, стрел и копий, и что они жили в жилищах овальной формы. Преследуемые саскуэханноками (саскуэханной) в XVII веке, быстро уменьшающиеся конои отступили вверх по Потомаку и в Пенсильванию. Они постепенно мигрировали вверх по реке Саскуэханна, и к 1765 году 150 членов племени, зависящих от ирокезов, достигли южного Нью-Йорка. Они двинулись на запад с могиканами и делаварами, став частью этих племен.

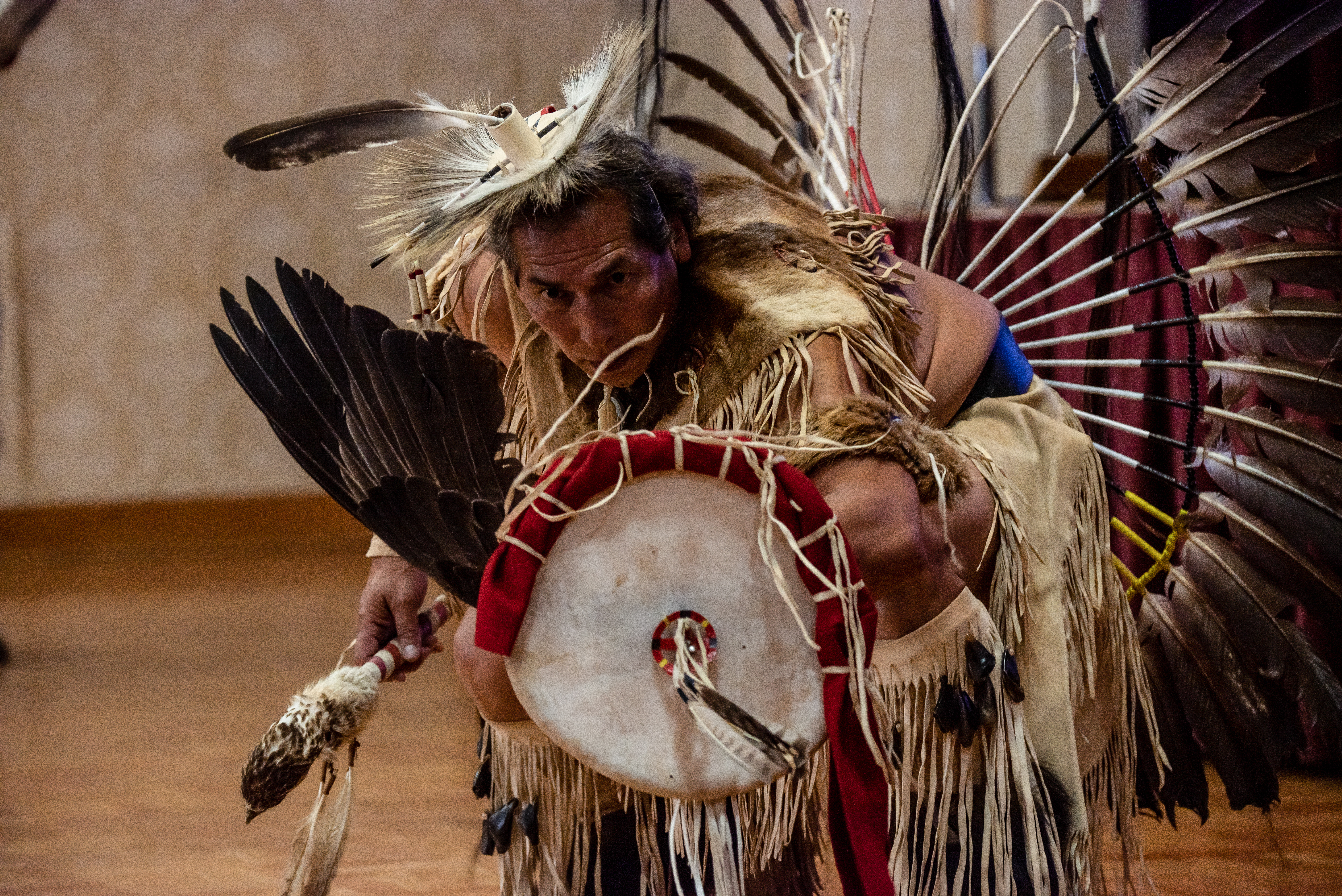

Они говорили на алгонкинском языке Пискатауэй, диалекте Нантикока. Одно из соседних с ними племён, с которым они слились после резкого сокращения численности населения после двух столетий взаимодействия с европейскими поселенцами, называло их Коной.
Две основные группы, представляющие людей, которые идентифицируют себя как потомков пискатауэй, получили государственное признание в качестве индейских племён в 2012 году.